# Keeloq
Keeloq (Eigenschreibweise „KEELOQ“) ist ein Zugangsberechtigungssystem des Unternehmens Microchip Technology Inc. Seine Besonderheit ist der dynamisch wechselnde Code.
Keeloq nutzt einen proprietären nichtlinearen Verschlüsselungs-Algorithmus mit einem Einwegschlüssel, der aus einem 32 Bit langen Initialisierungsvektor und einem 32 Bit langen Rollingcode besteht. Bei jeder Benutzung wird ein neuer Code ausgesendet. Solche Systeme werden auch oft als Rolling-Code-Verfahren bezeichnet.
Keeloq wird in vielen elektronischen Funkschlüsseln zur Türöffnung bei Autos von Unternehmen wie Chrysler, Daewoo, Fiat, General Motors, Honda, Toyota, Lexus, Volvo und Jaguar verwendet. Zusätzlich wird Keeloq als Gebäudezugangskontrollsystem und Garagentoröffner eingesetzt.
Eine Variante des Algorithmus („Friend-or-Foe“), die ein Challenge-Response-Verfahren verwendet, kann auch für die elektronische Wegfahrsperre eingesetzt werden. Diese ist jedoch bei den o. g. Herstellern nicht im Einsatz.
Am 31. März 2008 gab eine Gruppe von Wissenschaftlern um Christof Paar von der Ruhr-Universität Bochum bekannt, das Verschlüsselungssystem mithilfe einer Seitenkanalattacke überwunden zu haben. Hierzu wurde der Stromverbrauch des Mikrocontrollers, auf dem der Verschlüsselungs-Algorithmus ausgeführt wird, mit einem Oszilloskop gemessen und analysiert. Diese Seitenkanalattacke ist seit Ende der 1990er Jahre in der kryptographischen Forschung bekannt. Eine Konsequenz des Bochum-Angriffs ist es, dass ein digitaler Schlüssel nach dem Abfangen von zwei regulären Nachrichten kopiert werden kann. Mit dem abgefangenen Schlüssel ist es möglich, sich Zugang zu dem System (z. B. einer Garage) zu verschaffen. Ebenso ist es möglich, den Zählerstand des Hopping-Codes auf der Empfängerseite so zu verstellen, dass dem rechtmäßigen Besitzer der Zutritt verweigert wird.